# Tubérculo de Carabelli

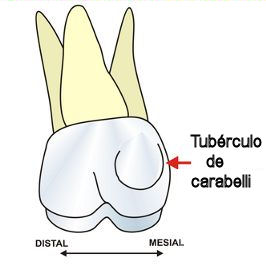
Diagrama que indica a cúspide de Carabelli

O Tubérculo de Carabelli, ou Cúspide de Carabelli, ou tubérculo anômalo de Carabelli é uma pequena cúspide adicional na superfície palatina, próximo ao ângulo mesiopalatino do primeiro molar superior em dentição permanente e temporária. Essa cúspide é totalmente inexistente em alguns indivíduos e esta presente em outros numa grande variedade de formas. Em alguns casos, o Tubérculo de Carabelli pode até mesmo se igualar as cúspides principais em tamanho. Outros formatos do tubérculo descritos na literatura incluem o de entalhe, sulco ou depressão. Esta  cúspide adicional foi primeiramente descrita em 1842 por Georg Carabelli, um dentista da corte do imperador Austriaco Franz.
A cúspide de Carabelli é uma característica hereditária. Kraus (1951) propôs que um gene homozigotico é responsável pelo tubérculo saliente, enquanto os heterozigotos são responsáveis pelos pouco pronuciados 
entalhes, depressões, tubérculos ou protuberâncias. Estudos posteriores mostraram que o desenvolvimento desta característica é influênciada por múltiplos genes. O tubérculo de Carabelli é mais frequente entre Europeus (75-85% dos indivíduos) e mais raro nas populações das ilhas do Pacífico (35-45%).
O tubérculo Carabelli está presente em várias espécies humanas arcaicas, como os neandertais, e acredita-se que serve para reduzir o stress nos dentes, aumentando a sua área de superfície.